# Championnat du Ghana de football 1985
Navigation
Saison précédente Saison suivante
La saison 1985 du Championnat du Ghana de football est la vingt-septième édition de la première division au Ghana, la Premier League. Elle regroupe, sous forme d'une poule unique, les douze meilleures équipes du pays qui se rencontrent deux fois, à domicile et à l'extérieur. En fin de saison, pour permettre l'élargissement du championnat à quatorze clubs, les deux derniers du classement sont relégués et remplacés par les quatre meilleures formations de deuxième division.
C'est le club d'Hearts of Oak SC, tenant du titre, qui remporte à nouveau le championnat cette saison après avoir terminé en tête du classement final, avec cinq points d'avance sur Asante Kotoko et huit sur Eleven Wise. C'est le treizième titre de champion du Ghana de l'histoire du club. 

## Les clubs participants
| - Hearts of Oak SC - Asante Kotoko - Bofoakwa Tano FC - Great Olympics - Real Tamale United - Arnold Warriors FC - Promu de D2 | - Eleven Wise - Boye Sowahs Zebi - Promu de D2 - Sekondi Hasaacas - Cornerstones Kumasi - Brong Ahafo United - Okwahu United |

## Compétition
Le barème de points servant à établir les classements se décompose ainsi :
- Victoire à l'extérieur : 3 points
- Victoire à domicile : 2 points
- Match nul : 1 point
- Défaite : 0 point

### Première phase
| Rang | Équipe              | Pts | J  | G  | N | P  | Bp | Bc | Diff |
| ---- | ------------------- | --- | -- | -- | - | -- | -- | -- | ---- |
| 1    | Hearts of Oak SCT   | 38  | 22 | 12 | 9 | 1  | 21 | 6  | +15  |
| 2    | Asante Kotoko       | 33  | 22 | 11 | 9 | 2  | 26 | 12 | +14  |
| 3    | Eleven Wise         | 30  | 22 | 10 | 6 | 6  | 29 | 21 | +8   |
| 4    | Great Olympics      | 29  | 22 | 9  | 7 | 6  | 27 | 21 | +6   |
| 5    | Real Tamale United  | 25  | 22 | 9  | 7 | 6  | 27 | 22 | +5   |
| 6    | Okwahu United       | 23  | 22 | 8  | 6 | 8  | 21 | 18 | +3   |
| 7    | Cornerstones Kumasi | 23  | 22 | 7  | 7 | 8  | 16 | 21 | -5   |
| 8    | Arnold Warriors FCP | 20  | 22 | 5  | 9 | 8  | 14 | 16 | -2   |
| 9    | Boye Sowahs ZebiP   | 20  | 22 | 5  | 8 | 9  | 19 | 24 | -5   |
| 10   | Sekondi HasaacasC   | 20  | 22 | 6  | 5 | 11 | 26 | 39 | -13  |
| 11   | Bofoakwa Tano FC    | 19  | 22 | 8  | 2 | 12 | 28 | 42 | -14  |
| 12   | Brong Ahafo United  | 9   | 22 | 2  | 5 | 15 | 9  | 27 | -18  |

|  | Qualification pour la Coupe des clubs champions africains 1986                        |
|  | Qualification pour la Coupe des Coupes 1986                                           |
|  | Qualification pour la Coupe de l'UFOA 1986                                            |
|  | Relégation directe en deuxième division                                               |
|  | T : Tenant du titre C : Vainqueur de la Coupe du Ghana P : Promu de deuxième division |

## Bilan de la saison
| Championnat du Ghana de football 1984-1985 |                              |
| Champion                                   | Hearts of Oak SC (13e titre) |
| Coupes et trophées                         |                              |
| Vainqueur de la Coupe du Ghana 1984-1985   | Sekondi Hasaacas             |
| Qualifications continentales               |                              |
| Coupe des clubs champions africains 1986   | Hearts of Oak SC             |
| Coupe des Coupes 1986                      | Sekondi Hasaacas             |
| Coupe de l'UFOA 1986                       | Asante Kotoko                |
| Promotions et relégations                  |                              |
| Promus en Premier League                   | Venomous Vipers              |
| Promus en Premier League                   | Goldfields SC                |
| Promus en Premier League                   | Holy Stars FC                |
| Promus en Premier League                   | Mysterious Dwarfs            |
| Relégués en Second League                  | Bofoakwa Tano FC             |
| Relégués en Second League                  | Brong Ahafo United           |